# Daniele Orsato
Daniele Orsato (Vicenza, Italia, 23 de noviembre de 1975) es un exárbitro de fútbol italiano que pertenecia la UEFA. Conocido por su extensa carrera tanto a nivel nacional como internacional. Comenzó su trayectoria arbitral a los 17 años en la sección AIA de Schio, ascendiendo rápidamente a las divisiones superiores. Debutó en la Serie A italiana en 2006 y desde entonces ha dirigido numerosos encuentros en la máxima categoría del fútbol de su país, así como en la Serie B.
En el ámbito internacional, fue designado árbitro FIFA en 2010, marcando el inicio de una carrera significativa en competiciones europeas e internacionales. Ha dirigido finales de copas nacionales en Italia y ha sido un árbitro habitual en la UEFA Champions League y la Europa League. Reconocido por su profesionalismo y precisión en el campo, Orsato fue incluido en el grupo élite de árbitros de la UEFA en 2015, participando en partidos clave de torneos como la Eurocopa y la fase final de la Champions League. Su carrera culminó con su participación en la UEFA Euro 2024, tras lo cual anunció su retiro, dejando un legado notable en el arbitraje europeo e internacional del fútbol. 

## Carrera

### Primeros años (2002-2009)
Creció en Recoaro Terme, donde empezó a acercarse al mundo del fútbol en la realidad de la oratoria. Tras una experiencia como entrenador de las canteras, comenzó su carrera arbitral a los 17 años en la sección AIA de Schio a la que aún pertenece. Fue ascendido a la Can C en 2002, por decisión del director de árbitros Claudio Pieri. En total, acumuló 69 participaciones en la Serie C1, incluidas las finales de los play-off, sumando las finales de los play-off de la Serie C2. 
En 2006 fue ascendido a Can AB, una vez más seleccionado por su mentor, el ex-árbitro de Liguria, Claudio Pieri. El 17 de diciembre, Orsato debutó en la Serie A en el encuentro Siena-Atalanta, y luego dirigió dos partidos más en la máxima categoría y muchos otros en la Serie B. A partir de la temporada 2007-2008, fue seleccionado como cuarto árbitro por la UEFA para algunos partidos de la Liga de Campeones, lo que confirma que es uno de los árbitros italianos jóvenes más prometedores.

### Árbitro internacional (2010-2017)

#### Internacional FIFA (desde 2010)
El 1 de enero de 2010 fue añadido a las listas de la FIFA. El 3 de julio de 2010, con la división de CAN AB en CAN A y CAN B, se incorporó a la plantilla de CAN A. 
En el ámbito internacional, en octubre de 2010 debutó en un desafío entre selecciones importantes, dirigiendo a Armenia-Eslovaquia, válido para las eliminatorias para la Eurocopa 2012. El 20 de octubre de 2011 debutó en la fase de grupos de la Europa League, dirigiendo el partido Brujas y Birmingham. En mayo de 2012, por invitación de la Federación Rumana de Fútbol, dirigió la final de la Copa de Rumania celebrada en la ocasión entre Rapid Bucharest y Dinamo Bucharest en el Stadionul Național.  En septiembre de 2012 fue designado por la UEFA para un partido de la fase de grupos de la Liga de Campeones : este es el debut absoluto del silbante veneciano. En la ocasión, dirige un partido entre los croatas del Dinamo Zagreb y los portugueses del Oporto. Otro compromiso en diciembre entre el Manchester United y el CFR Cluj.
En febrero de 2013 debutó en los octavos de final de la Europa League, dirigiendo el partido de ida de los dieciseisavos de final entre los checos del Sparta de Praga y los ingleses del Chelsea. Al finalizar la temporada 2012-2013 fue designado para arbitrar la final de la Copa de Italia prevista en el Olímpico el 26 de mayo de 2013, entre Roma y Lazio junto a los asistentes Di Liberatore y Tonolini, el cuarto árbitro Paolo Silvio Mazzoleni y el gol los árbitros Luca, Banti y Antonio Damato.
En febrero de 2014 fue designado para dirigir la final de la 66.ª edición de la Carnival Cup , en la ocasión disputada entre Milán y Anderlecht. En mayo de 2014 fue designado por segunda vez consecutiva para la final de la Copa de Italia prevista en los Juegos Olímpicos el 3 de mayo de 2014, entre Fiorentina y Nápoles junto a los asistentes Di Liberatore y Padovan, el cuarto árbitro Davide Massa y el árbitros de gol Paolo Valeri y Daniele Doveri. Vuelve a dirigir partidos en Europa el 21 de agosto de 2014 con motivo de la última ronda de clasificación de la Europa League, el partido de ida, entre los rumanos del Petrolul Ploiești y los croatas del Dinamo Zagreb. También como parte de esta copa, dirigirá el primer partido de la fase de grupos entre el Panathīnaïkos y el Dynamo de Moscú en Atenas el 18 de septiembre. El 10 de octubre de 2014 debutó en la fase de clasificación para el Campeonato de Europa de Naciones de 2016 dirigiendo el partido entre Chipre e Israel en Nicosia. El primer partido de la temporada en Champions llega el 5 de noviembre de 2014: su liderato entre los eslovenos de Maribor y los ingleses de Chelsea. También en la copa de Europa principal llega el segundo compromiso: el 10 de diciembre dirige el partido entre el Athletic de Bilbao y los bielorrusos del Bate Borisov. Los dos equipos están eliminados del resto de la Champions League pero luchan por un puesto en la Europa League.
Tras el parón invernal, compromiso con la Europa League el 12 de marzo de 2015: tiene encomendado -en octavos- la ida del derbi español entre Villarreal y Sevilla. En marzo de 2015, la FIFA anunció su convocatoria para la Copa del Mundo Sub-20, prevista entre mayo y junio de 2015 en Nueva Zelanda. Esta es la primera llamada en un torneo de la FIFA para el silbato veneciano. Asistido siempre por los árbitros asistentes Mauro Tonolini y Lorenzo Manganelli, tras el compromiso inicial el 1 de junio en New Plymouth donde dirigió el partido entre Brasil y Nigeria, ganado por los sudamericanos 4 a 2, el 5 de junio estaba prevista su segunda dirección: en Auckland estuvo en el escenario en Panamá - Ghana(0-1). Para coronar sus excelentes actuaciones, está designado para la semifinal prevista en Christchurch el 17 de junio entre Brasil y Senegal (5-0). En mayo de 2015 fue designado por tercera vez consecutiva para la final de la Copa de Italia prevista en el Olímpico el 20 de mayo de 2015, entre Juventus y Lazio junto a los asistentes Faverani y Stefani, el cuarto árbitro Paolo Tagliavento y los árbitros Luca Banti y Paolo Silvio Mazzoleni.

#### Internacional UEFA (desde 2015)
Desde el 1 de julio de 2015 forma parte de la categoría ELITE de árbitros UEFA. Fue designado para dirigir el partido de ida de los play-offs de la Europa League entre los griegos de Atromītos y los turcos de Fenerbahçe en Atenas el 20 de agosto. En el marco de la primera jornada de los grupos de la Europa League, el 17 de septiembre de 2015 dirige el partido del grupo L entre Partizan Belgrade y AZ Alkmaar. Segunda experiencia en la clasificación para la Eurocopa 2016 el 9 de octubre de 2015: es designado para el partido de Podgorica , válido para el grupo G, entre los anfitriones de Montenegro y Austria. Debut de temporada en la Champions League el miércoles 4 de noviembre de 2015: tiene encomendado el partido de la cuarta jornada de la fase de grupos (grupo H) entre el KAA Gent y el Valencia. Nueva apuesta en la copa de Europa más importante el martes 8 de diciembre: por el grupo A le encomendaron el partido entre el Real Madrid y el Malmö FF. 
Tras el parón invernal, está en marcha un compromiso severo en la Champions League el miércoles 24 de febrero de 2016. Está en escena para la dirección de la ida de los octavos de final entre PSV y Atlético de Madrid : tendrá con él a los asistentes de línea Manganelli y Di Fiore y los porteros Paolo Valeri y Daniele Doveri. Regreso a la Europa League el jueves 17 de marzo. En el estadio " Mestalla " de Valencia dirige el partido de vuelta de los octavos de final entre los locales y los vascos del Athletic de Bilbao, vencedores por 1-0 en la ida.Como asistentes de línea estaban Cariolato y Manganelli y, como porteros, confirmó la pareja Valeri - Deberes. El 25 de mayo de 2016 asume, como árbitro adicional, en el equipo de árbitros de Nicola Rizzoli seleccionado para la Eurocopa 2016 . Esto ocurre tras la exclusión del árbitro previamente seleccionado, el toscano Luca Banti , que decide renunciar al cargo por motivos relacionados con el ámbito personal.
El 4 de abril de 2017, la FIFA anunció su convocatoria como VAR para el Mundial Sub-20, previsto entre mayo y junio de 2017 en Corea del Sur. El 12 de abril de 2017 dirigió al Borussia Dortmund-Mónaco, sus primeros cuartos de final de la Champions League. En noviembre de 2017 fue designado por la FIFA para dirigir el partido de ida del repechaje intercontinental entre Honduras y Australia, válido para acceder al Mundial de Rusia 2018,  en el que participa oficialmente como VAR.

### Partidos decisivos y mayor experiencia (2018-2024)
El 28 de abril de 2018 dirige el derbi italiano entre Inter y Juventus. El 11 de noviembre de 2018, con motivo del partido Chievo-Bologna, dirigió su partido número 200 en la Serie A. El 29 de mayo de 2019 ocupó el cargo de cuarto árbitro en la final de la Europa League entre Chelsea y Arsenal, arbitrada por Gianluca Rocchi en el Estadio Olímpico de Bakú. En julio de 2019 se reconoce el premio Stefano Farina por parte de la AIA, por ser el mejor árbitro de la CAN A de la temporada 2018-19.
El 24 de junio de 2020 dirige el Atalanta-Lazio, su 226º en la Serie A, enganchando a Luigi Agnolin en el primer puesto del ranking de partidos dirigidos en la máxima categoría por un árbitro veneciano. El 23 de agosto dirige la final de la Champions League entre el Paris Saint-Germain y el Bayern de Múnich, siendo el octavo italiano llamado a dirigir la final de la máxima competición europea. El 1 de septiembre se incorpora a la plantilla de la CAN AB, nacida de la fusión de la CAN A y la CAN B: dirigirá tanto la Serie A como la Serie B. En la temporada 2020-21 estuvo designado en 15 partidos de la máxima categoría liga y por 1 (Monza-S.P.A.L, primer partido de la temporada) en cadetería. El 4 de diciembre fue elegido por la IFFHS, como el mejor árbitro del mundo para el año 2020 en la sección masculina.
El 21 de abril de 2021, a la edad de 45 años, fue seleccionado oficialmente por la UEFA para el campeonato europeo de 2020, originalmente programado para el año anterior pero pospuesto debido a la pandemia de COVID-19, fue el primer torneo para selecciones nacionales en el que participa como árbitro efectivo. El 5 de mayo siguiente dirige su primera semifinal de Champions League, con motivo del partido de vuelta entre Chelsea y Real Madrid. El 25 de mayo fue designado para dirigir el partido de vuelta de los play-offs de la Serie B entre Venecia y Cittadella, con el mismo equipo de árbitros del mes siguiente. 
En la Eurocopa 2020 dirigió dos partidos de la fase de grupos, siendo designado posteriormente para los octavos de final en el Suecia-Ucrania el 29 de junio. El 12 de julio de 2021 volvió a recibir el premio Stefano Farina de la AIA, por ser el árbitro CAN AB mejor clasificado en el ranking de méritos de la temporada 2020-21.
En 2022, la FIFA anunció una lista de 36 árbitros, provenientes de las 6 confederaciones continentales para arbitrar en la Copa Mundial de Fútbol de 2022, entre ellos fue seleccionado Orsato, previo al evento dirigió el play-off de acceso al Mundial de Catar, entre Polonia y Suecia.
El 7 de mayo de 2024, Orsato arbitró el partido de vuelta de la semifinal de la UEFA Champions League 2023 entre Paris Saint-Germain y Borussia Dortmund, donde recibió elogios por su actuación, especialmente por su decisión de otorgar un tiro libre al PSG en el borde del área cuando parecía que un penalti era la decisión correcta. Después del partido, se vio a Orsato llorar al final del tiempo reglamentario, lo que más tarde confirmó que se retirará en el verano después de la UEFA Euro 2024.
El 2 de junio de 2024, arbitró su último partido en la Serie A, Atalanta vs Fiorentina, que terminó con la victoria de la Fiorentina por 2-3.